# Ruta 177 (Costa Rica)
La Ruta 177, oficialmente Ruta Nacional Secundaria 177, es una ruta nacional de Costa Rica ubicada en la provincia de San José.

## Descripción
En la provincia de San José, la ruta atraviesa el cantón de San José (los distritos de Mata Redonda, Hatillo), el cantón de Escazú (los distritos de Escazú, San Rafael), el cantón de  Alajuelita (el distrito de San Felipe).